# Спомен чесма у Пожеги
Спомен чесма у Пожеги се налази на градском тргу у Пожеги, а подигнута је у славу палих за ослобођење и уједињење Србије 1912−1918. Проглашен је за споменик културе Србије (ИД бр. СК 974).

## Опште информације
Тачна година зидања чесме није утврђена, али се претпоставља да је то учињено после 1926. године. Има облик четворостране зарубљене пирамиде, а њен горњи део је завршен профилисаним венцем и пластично урађеним грбом Краљевине Србије.
Лула чесме окренута је према тргу и испред ње се налази камено корито. Простор око чесме је поплочан каменим плочама, којих има осам и постављене су тако да својим ивицама чине кружну површину са чесмом у средини. Около је ограда са ваљкастим стубићима између којих је разапет ланац. Са предње стране чесме очувана је мермерна плоча са натписом, док је плоча која се налазила са задње стране, након Другог светског рата скинута и уништена.
Уписана је у регистар Завода за заштиту споменика културе 23. децембра 1992. године, као непокретно културно добро и споменик културе.